# Lågsjön, Uppland
Lågsjön är en sjö i Norrtälje kommun i Uppland och ingår i Skeboåns huvudavrinningsområde.